# 38245 Marcospontes
38245 Marcospontes este un asteroid din centura principală de asteroizi.

## Descriere
38245 Marcospontes este un asteroid din centura principală de asteroizi. A fost descoperit pe 12 august 1999 la Wykrota de Cristóvão Jacques (astronom) și Luiz Henrique Duczmal. Asteroidul prezintă o orbită caracterizată de o semiaxă mare de 2,89 ua, o excentricitate de 0,08 și o înclinație de 1,3° în raport cu ecliptica.